# Resco Simontano
Il torrente Resco Simontano, anche detto Resco di Scò, è un affluente di destra del fiume Arno.

## Geografia fisica
Il torrente nasce nel comune di Castelfranco Piandiscò nei pressi di Gastra a circa 1400 m s.l.m. e confluisce, dopo circa 14 km, con il Resco di Reggello nel punto in cui termina il comune di Castelfranco Piandiscò e la provincia di Arezzo in località Vaggio.
Durante il suo tragitto attraversa i centri abitati di: Pian di Scò, Vaggio e in seguito Matassino.

## Fauna ittica
La fauna ittica nel torrente è varia, nel suo corso le acque sono classificate a salmonidi con presenze di trote, cavedani e barbi.